# Couteau à pain
Un couteau à pain est un couteau servant à couper du pain.
Il mesure généralement entre 15 et 30 cm et possède un bord dentelé.